# Сільське господарство Австрії

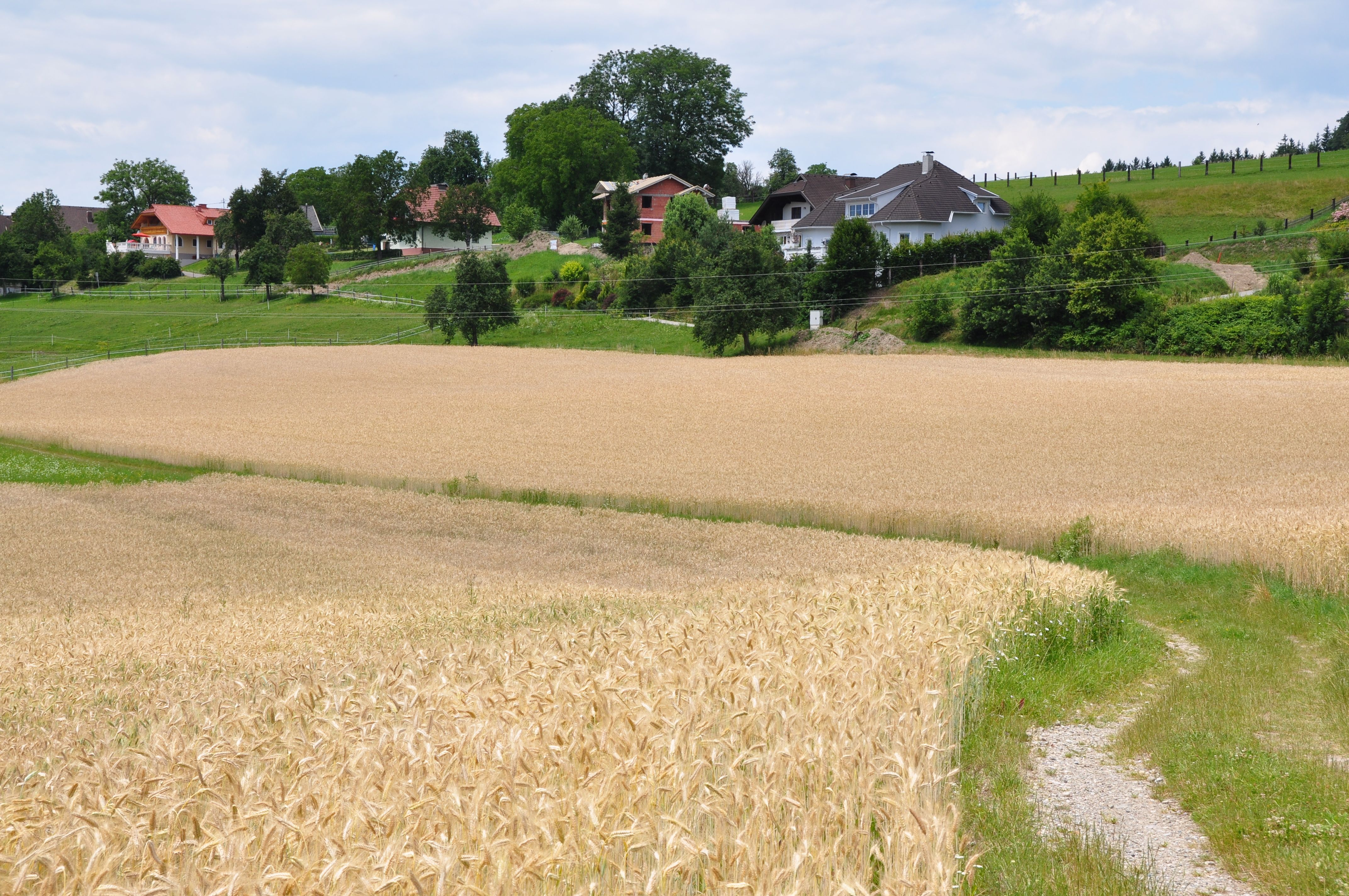
Ячмінне поле у Каринтії.

Сільське господарство Австрії — одна з галузей економіки Австрії. Хоча частка економічно активного населення, зайнятого у сільському господарстві, і частка сільського господарства в економіці країни неухильно знижувалися з середини 20 століття, виробництво сільськогосподарської продукції в країні постійно зростало і сільське господарство продовжує бути важливим елементом економіки.
В Австрії переважають малі сільські господарства, 87 % фермерських господарств розташовані в гірських районах і районах, що мають природні або інші специфічні обмеження для сільського господарства. Сільсько-господарська площа становить 32 % території країни. Незважаючи на переважно гірський рельєф Австрії, територія, зайнята сільським господарством, завжди становила значну частку території країни — у 1970-х роках вона становила близько 45 % території країни, на початку 1990-х років — близько 39 %. Провідне місце в сільському господарстві належить інтенсивному тваринництву. Головні райони сільсько-господарського виробництва розташовані на сході країни — у Нижній Австрії, Верхній Австрії, Бургенланді і Штирії.

## Історія
У 1934 році в усіх землях Австрії, окрім двох (Відень і Форарльберг), понад 30 % населення було зайнято у сільському господарстві. До 1970-х років кількість населення, зайнятого у сільському господарстві, у всіх цих провінціях впала майже до 10 %.
Незважаючи на зниження з 1960-х років числа селян і частки сільського господарства у ВВП країни, продукція сільського господарства зросла. Це збільшення було досягнуто завдяки значним успіхам у зростанні продуктивності сільськогосподарської праці. Станом на початок 1990-х років Австрія повністю забезпечувала себе зерновими і молочною продукцією, а також м'ясом.
У 1970-х роках основними культурами були: з зернових — пшениця, ячмінь, з технічних — цукрові буряки. Вирощуювали кормові культури, фрукти, виноград.
У 1970-х роках була розвинута мережа постачально-збутової та споживчої кооперації. За даними 1973 року, з 3,8 млн га сільсько-господарських угідь 40 % було зайнято орними землями, 58 % — луками та пасовищами.
У 1980-х роках переважали малі господарства. Половину господарств становили господарства, що мали менше 10 га землі, близько 40 % мали менше 5 га.

## Структура і землекористування
Протягом другої половини 20 століття і на початку 20 століття спостерігається постійне зменшення кількості сільських господарств Австрії за рахунок їх укрупнення і об'єднання. У 1951 році в країні було 432848 сільських і лісових господарств, а у 2013 році — 166317. З 1995 року, коли Австрія стала членом Євросоюзу, кількість ферм зменшилася на 30,4 %. Однак, як і раніше, в сільському господарстві Австрії переважають малі (сімейні) господарства і ферми.
Станом на вересень 2014 року, у Австрії площа орних земель складала 1,35 млн га, або 16,1 % австрійської території. Найбільша частка орних земель використовувалася для вирощування зернових: 809108 га (59,9 %). Кормові культури вирощували на площі 245732 га (18,2 %), а олійні культури — на площі 144902 га (10,7 %). Під коренеплоди було відведено 72158 га (5,3 %), зернобобові — 19758 га (1,5 %). 34919 га, або 2,6 % орних земель лежала під паром в 2014 році; близько 25081 га (1,9 %) припали на частку інших орних земель або використовувалися для вирощування спеціальних культур, таких як овочі, квіти, полуниця, а також для вирощування лікарських, ароматичних і кулінарних рослин.

## Тваринництво

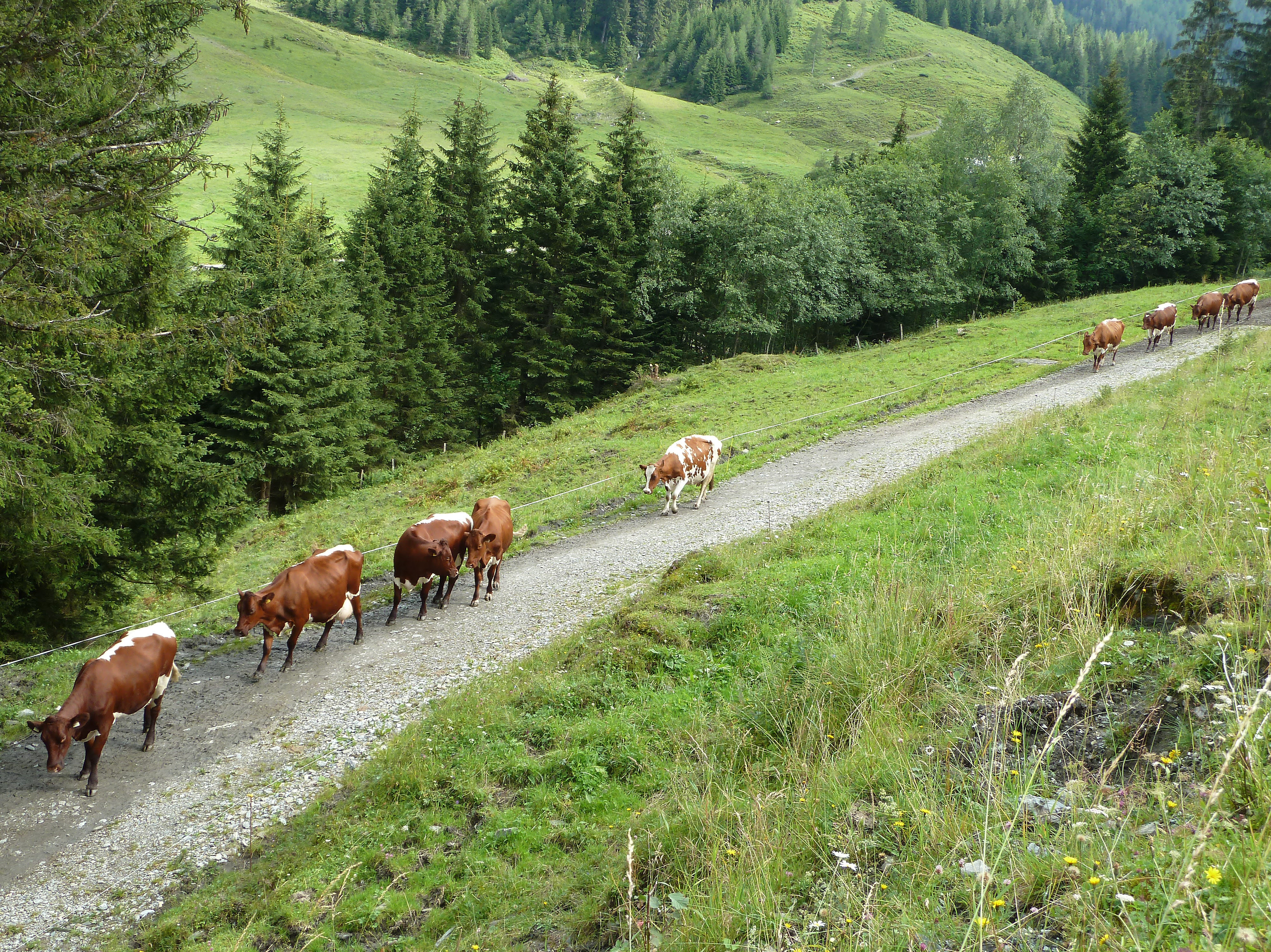
Череда. Корови породи пінцгау.

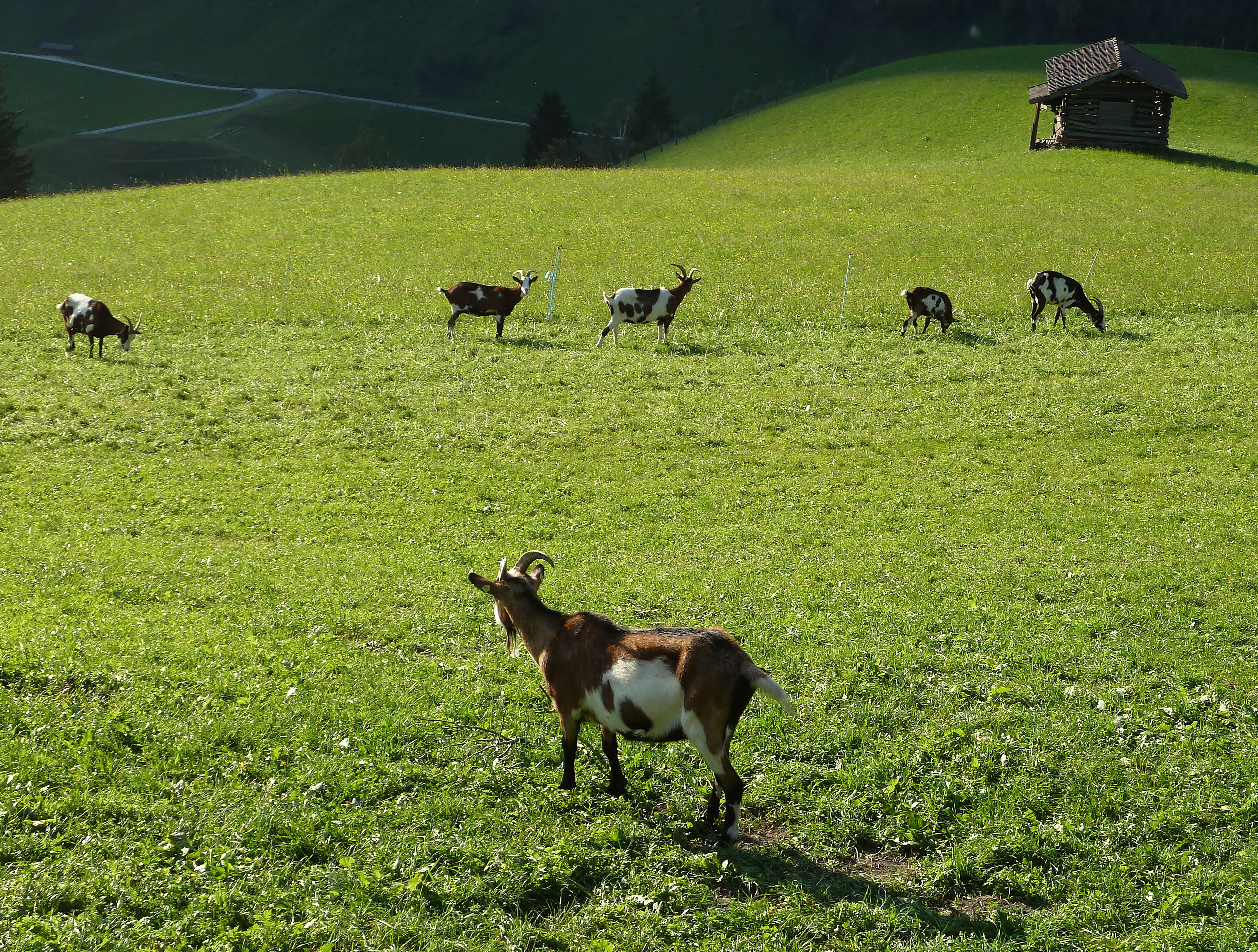
Кози породи тауерншек молочного напрямку (750—800 кг молока на рік) на пасовиську біля Раурісу у федеральній землі Зальцбург.

### Поголів'я

#### Велика рогата худоба
Станом на грудень 2014 року у Австрії налічувалося 1961201 голів великої рогатої худоби. На 1 грудня 2015 року в країні налічувалося 1957610 голів худоби, з яких віком до одного року було 624483 голів, до двох років — 439081 голів, старше двох років — 894046 голів. В Австрії в цей час налічувалося 61765 господарств, що тримали велику рогату худобу.

#### Свині
Розведення свиней у тваринництві Австрії значно зросло після Другої світової війни.
На 1 грудня 2015 року в Австрії налічувалося свиней у кількості 2845451 голів. З загального поголів'я свиней поросят налічувалося 683000 голів, молодих свиней (підсвинків) — 744000 голів. Племінних свиней налічувалося 250000 голів (з них молодих свиней — 48300 голів, льошок — 197000 голів, кнурів — 4700 голів), інших свиней — 1,17 млн голів. В категорії до 110 кг налічувалося 1,04 млн голів, в категорії 110 кг і більше — 120000 голів.
На регіональному рівні найбільшими регіонами розведення свині є Верхня Австрія, Штирія і Нижня Австрія, на які припадає 92,9 % вього поголів'я свиней.

#### Вівці
У 2015 році налічувалося овець 353,71 тис. голів, що було на 1,3 % більше, ніж у попередній рік.

#### Кози
У 2015 році налічувалося кіз 76,62 тис. голів, що було на 8,4 % менше ніж у попередній рік.
| Види тварин                    | Роки    | Роки    | Роки    | Роки    | Роки    | Роки    | Роки            | Роки    | Роки    | Роки |
| Види тварин                    | 1946    | 1950    | 1960    | 1970    | 1980    | 1990    | 2000            | 2010    | 2015    |      |
| Велика рогата худоба           | 2205,2  | 2280,5  | 2386,7  | 2468,2  | 2516,8  | 2583,9  | 2155,4          | 2012,2  | 1957,61 |      |
| Свині                          | 1490,41 | 2523,18 | 2989,62 | 3444,94 | 3706,30 | 3687,98 | 3347,93         | 3134,15 | 2845,45 |      |
| Коні                           | 274,3   | 283,0   | 150,2   | 47,3    | 40,4    | 49,2    | 87,0 (2013 рік) | н. д.   | н. д.   |      |
| Вівці                          | 398,68  | 362,45  | 175,15  | 113,19  | 190     | 309,31  | 339,23          | 358, 41 | 353,71  |      |
| Кози                           | 272,02  | 322,81  | 161,81  | 62,26   | 32,42   | 37,3    | 56,1            | 71,76   | 76,62   |      |
| Примітки. н. д. — немає даних. |         |         |         |         |         |         |                 |         |         |      |

### Продукція

#### Молоко
У 2014 році в Австрії налічувалося близько 530 тис. голів дійних корів, що на 1,7 % було більше, ніж у 2013 році. За 2014 рік було надоєно 3494000 тон молока, що на 3 % більше, ніж у 2013 році. Середній річний надій молока від однієї корови становив 6500 кг, що на 1,3 % більше, ніж у 2013 році. У молочному тваринництві Австрії у період з початку 1990-х років характерним є зростання середньорічних надоїв молока на одну корову. У 1990 році цій показник становив 3791 кг молока на одну корову, у 1995 році — 4619 кг/рік, у 2010 — 6100 кг/рік. Понад 3062000 тонн сирого молока (87,6 % від надою), отриманого від корів, було використано для виробництва молочних продуктів. Крім незначних відходів, все інше сире молоко, було використане на фермах: у кількості 277000 тон (7,9 % від виробництва) для годівлі телят або інших домашніх тварин і 120 000 тон (3,4 % від виробництва) було використано для споживання людиною.
У 2014 році в країні налічувалося 25800 голови дійних овець (на 0,7 % більше порівняно з 2013 роком) з середньорічним надоєм молока 435 кг на вівцю (на 1,4 % більше порівняно з 2014 роком). Від всього поголів'я було надоєно 11 200 тонн сирого молока. 8200 тонн (73,1 % від виробництва) було використано для споживання людиною безпосередньо або в переробленому вигляді і 2900 тонн (25,9 % від виробництва) було використано для інших цілей, наприклад, годування.
У 2014 році налічувалося 31200 дійних кіз (2,4 % менше, ніж у 2013 році). Середній річний надій молока становив 635 кг на одну козу (на 1,2 % менше, ніж у 2013 році). Загалом надоєно 19800 тонн сирого молока, що меннше на 3,7 % порівняно з 2013 роком. 16700 тонн (84,4 % від виробництва) було спожито людиною. Решта 14,6 % молока була використана для виробництва різноманітної продукції, в тому числі для виробництва косметики, або були залічені до відходів.

#### М'ясна продукція
У 2014 році було заготовлено м'яса 609 тис. голів великої рогатої худоби, 67,2 тис. телят, 5410 тис. свиней, 283 тис. овець, 55,9 тис. кіз, 943 коней, 76,8 млн курей. Загальний вихід м'яса становив 854,2 тис. т., з яких яловичини — 216 тис. т, телятини — 6,9 тис. т, свинятини — 527 тис. т, баранини — 7,1 тис. т, козлини — 689 т, конятини — 197 т, курятини — 97,2 тис. т. У 2015 році курятини було 102, 4 тис. т (на 5,3 % більше). Дані щодо гиндиків, гусей, качок і іншої птиці не розголошуються.

#### Яйця
У 2015 році, за даними, отриманими від інкубаторів, було одержано 121727726 штук курячих яєць, з яких 24477676 штук (20,1 %) були використані для виведеня курчат, 97250050 (79,9 %) були реалізовані. Дані щодо яєць іншої птиці захищені і не публікуються.
| Продукція                      | Роки  | Роки  |
| Продукція                      | 1967  | 2014  |
| Молоко                         | 3259  | 3525  |
| Масло                          | 45    |       |
| Сир                            | 49    |       |
| М'ясо                          | 435   | 854,2 |
| Куряче яйце (товарне), шт      | н. д. | 91392 |
| Примітки. н. д. — немає даних. |       |       |

## Рослинництво

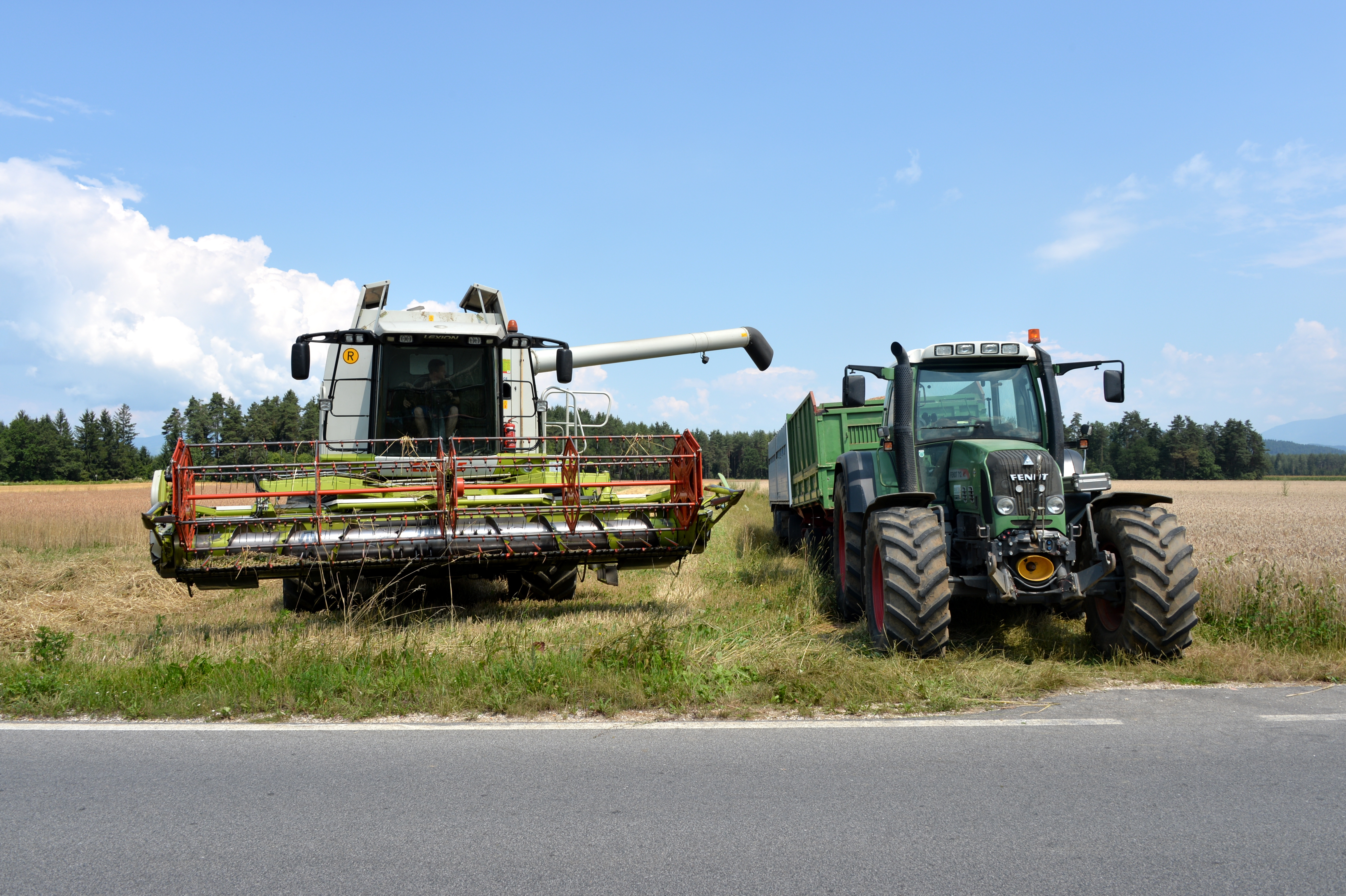
Збір врожаю біля Файстриц-об-Блайбург, на півдні Австрії.

| Культури                       | Роки | Роки  | Роки | Роки | Роки | Роки | Роки | Роки |
| Культури                       | 1967 | 1975  | 1990 | 1995 | 2000 | 2005 | 2010 | 2012 |
| пшениця                        | 897  | 921   | 1404 | 1301 | 1313 | 1453 | 1518 | 1275 |
| ячмінь                         | 706  | 1006  | 1521 | 1065 | 855  | 880  | 778  | 662  |
| жито                           | 343  | н. д. | 396  | 314  | 183  | 164  | 161  | 205  |
| овес                           | 274  | н. д. | 244  | 162  | 118  | 128  | 98   | 93   |
| кукурудза                      | 275  | н. д. | 1620 | 1474 | 1852 | 2021 | 1956 | 2351 |
| картопля                       | 3007 | н. д. | 794  | 724  | 695  | 763  | 672  | 665  |
| цукрові буряки                 | 2308 | 2920  | 2494 | 2886 | 2634 | 3133 | 3132 | 3114 |
| Примітки. н. д. — немає даних. |      |       |      |      |      |      |      |      |

## Генетично модифіковані продукти
Австрія першою з країн Євросоюзу законодавчо заборонила розведення генетично модифікованих рослин. Міністр сільського господарства Австрії Андре Руппрехтер (нім. Andrä Rupprechter) висловився за розширення зони, вільної від ГМО.

## Австрійські породи сільсько-господарських тварин
У Австрії виведено кілька порід великої рогатої худоби, наприклад наприкінці 18 століття виведено породу пінцгау. Тут також було виведено кілька порід кіз, зокрема тауерншек (нім. Tauernschecke) молочного напрямку.

## Регулюючі установи
За ключові питання, що стосуються сільського господарства, відповідає Федеральне міністерство сільського та лісового господарства, охорони навколишнього середовища та управління водними ресурсами (нім. Bundesministerium für Land- und Forstwirtschaft, Umwelt und Wasserwirtschaft). Воно відповідає за загальноєвропейську спрямованість і гармонізацію сільськогосподарської політики в рамках спільної сільськогосподарської політики Європейського Союзу. Його діяльність регулюється «Законом про федеральні міністерства» і включає в себе заходи в області субсидування сільського господарського, поширення сільськогосподарських знань, освіти і наукових досліджень, організації ринку, торгової політики тощо. Міністерство публікує щорічний так званий «Зелений звіт», — окрему доповідь про становище в сільському господарстві, що надає велику інформацію про результати австрійської сільськогосподарської політики, становище сільського господарства в рамках національної економіки Австрії, сільськогосподарські субсидії.
Сільське господарство у кожній окремій федеральній землі Австрії регулюється також сільськогосподарськими департаментами місцевих урядів. Основна увага в їхній роботі приділяється реалізації заходів з підтримки сільського та лісового господарства і вдосконалення всієї інфраструктури в сільській місцевості.

## Виноски
1. 1 2  Austria (PDF). Сайт Європейської комісії http://ec.europa.eu. European Commission. March 2016. Процитовано Квітень 2016. {{cite web}}: Зовнішнє посилання в |work= (довідка) (англ.)
2. 1 2 3 4  Австрія. // Українська радянська енциклопедія : у 12 т. / гол. ред. М. П. Бажан ; редкол.: О. К. Антонов та ін. — 2-ге вид. — К. : Головна редакція УРЕ, 1974–1985.
3. 1 2 3 4  The Structure of Agriculture. // Eric Solsten, ed. Austria: A Country Study. — Washington: GPO for the Library of Congress, 1994. (англ.)
4. ↑  Structure of holdings. Сайт "Statistics Austria" www.statistik.at. Bundesanstalt Statistik Österreich. 28.09.2015. Процитовано квітень 2016. (англ.)
5. ↑  Land use. Сайт "Statistics Austria" www.statistik.at. Bundesanstalt Statistik Österreich. 28.09.2015. Процитовано квітень 2016. (англ.)
6. ↑  Statistik Austria : Number of cattle slightly increased but still below 2 million in December 2014. Сайт http://www.4-traders.com. 02/17/2015. Процитовано квітень 2016. {{cite web}}: Зовнішнє посилання в |work= (довідка) (англ.) Першоджерело: Press release: 10.969-029/15. — Statistik Austria, Vienna , 2015-02-16.
7. 1 2  December 2015: number of cattle slightly increased. Press release: 11.217-028/16. Сайт “Statistic Austria” http://www.statistik.at. Bundesanstalt Statistik Österreich, Wien. 15.02.2016. Процитовано квітень 2016. {{cite web}}: Зовнішнє посилання в |work= (довідка) (англ.)
8. 1 2 3 4  Table(s). // Livestock. Сайт "Statistics Austria" www.statistik.at. Bundesanstalt Statistik Österreich. 15.02.2016. Процитовано квітень 2016. (англ.)
9. 1 2 3 4  December 2015: number of pigs decreased slightly, rise in sheep and goats. Press release: 11.219-029/16. Сайт "Statistics Austria" http://www.statistik.at. Bundesanstalt Statistik Österreich. 15.02.2016. Процитовано квітень 2016. {{cite web}}: Зовнішнє посилання в |work= (довідка) (англ.)
10. 1 2 3 4 5  Milk. Сайт "Statistics Austria" www.statistik.at. Bundesanstalt Statistik Österreich. 28.09.2015. Процитовано Квітень 2016. (англ.)
11. 1 2 3 4 5 6 7  Austria’s National Inventory Report 2014. Submission under the United Nations Framework Convention on Climate Change and under the Kyoto Protocol (PDF). Umweltbundesamt GmbH, Vienna. 2014. Процитовано Квітень 2016. ISBN 978-3-99004-280-9 (англ.)
12. 1 2 3  Slaughterings. “Statistic Austria” http://www.statistik.at. Bundesanstalt Statistik Österreich, Wien. 16.12.2015. Процитовано квітень 2016. {{cite web}}: Зовнішнє посилання в |work= (довідка) (англ.)
13. ↑  2015: number of chicken-eggs for hatching rose clearly. Сайт “Statistic Austria” http://www.statistik.at. Bundesanstalt Statistik Österreich, Wien. 11.02.2016. Процитовано квітень 2016. {{cite web}}: Зовнішнє посилання в |work= (довідка) (англ.)
14. 1 2  Австрия. // Большая советская энциклопедия : в 30 т. / главн. ред. А. М. Прохоров. — 3-е изд. — М. : «Советская энциклопедия», 1969—1978. (рос.)
15. ↑  Chicken eggs for hatching 2007 to 2015. Сайт “Statistic Austria” http://www.statistik.at. Bundesanstalt Statistik Österreich, Wien. 11 лютого 2016. Процитовано квітень 2016. {{cite web}}: Зовнішнє посилання в |work= (довідка) (англ.)
16. ↑  EU: Austrian agriculture ministers against patents. Сайт Hortidaily.com http://www.hortidaily.com. 11/11/2015. Архів оригіналу за 20 квітня 2016. Процитовано квітень 2016. {{cite web}}: Зовнішнє посилання в |work= (довідка) [Архівовано 20 квітня 2016 у Wayback Machine.] (англ.)
17. 1 2  Austria. Agriculture (PDF). Austria. National Information. National Reports. [https://sustainabledevelopment.un.org/dsd/dsd_contact.shtml Division for Sustainable Development (Відділ з питань сталого розвитку), Department of economic and social affairs (Департамент з економічних і соціальних питань) ООН. 2008-2009. Процитовано Квітень 2016. {{cite web}}: Зовнішнє посилання в |publisher= та |work= (довідка) (англ.)